# Puerta del Santo Cristo
La puerta del Santo Cristo,
también conocida popularmente como «Porta da Vila», es una de las tres puertas que quedan en pie, de un total de cinco que formaban parte del antiguo recinto amurallado de la ciudad de Vivero (provincia de Lugo, Galicia, España). Esta edificación está considerada desde el año 1949 como un Bien de Interés Cultural dentro del catálogo de monumentos del patrimonio histórico de España.

## Historia
La puerta del Santo Cristo es la más antigua de las puertas que se conservan. Fue edificada en el año 1217, como muestra una inscripción tallada en una de las piedras:

ERA : M : CC : L . V 
 IN TENPO : R : AF

Lo que viene a significar: Era 1255 (año 1217) en el tiempo del rey Alfonso IX de León.

## Descripción
Esta puerta era la entrada principal a la ciudad por la antigua calzada romana. Consta de un sencillo arco de medio punto con bóveda de cañón. El muro es de cantería de granito. Su parte interior presenta una vitrina con la imagen dieciochesca del Santo Cristo del Amparo, que da nombre a esta entrada, y a sus lados la Virgen llorando y San Juan, del siglo XVI. La puerta desemboca en la calle Rosalía de Castro, una de las más típicas de Viveiro, con casas antiguas y nobles.